# Aburina marmorata
Aburina marmorata är en fjärilsart som beskrevs av Emilio Berio 1975. Aburina marmorata ingår i släktet Aburina och familjen nattflyn. Inga underarter finns listade i Catalogue of Life.